# Regiunea Ciui
Regiunea Ciui este cea mai nordică dintre cele 7 regiuni (oblast) ale Republicii Kârgâze. Reședința administrativă a Regiunii Ciui este orașul Bișkek.